# I-58
I-58 — підводний човен Імперського флоту Японії, який брав участь у Другій світовій війні.

## Початок історії човна
Корабель відносився до типу B Modified 2 (він же клас I-54), представники якого мали великі розміри (їх надводна водотоннажність перевищувала підводний показник океанських субмарин США) та могли нести розвідувальний літак. Втім, човни цього типу ставали у стрій починаючи лише з 1944 року, коли застосування ними авіації стало неактуальним.
Вже на етапі спорудження човен призначили для завершення як носія чотирьох керованих торпед «кайтен», тому передбачена проєктом кормова гармата не встановлювалась.

## Перший похід
30 грудня 1944-го I-58 вирушив до Маріанських островів для атаки на гавань Апра на острові Гуам (всього наприкінці грудня наказ на атаки кайтенами проти п'яти локацій отримали шість підводних човнів). 6 січня 1945-го човен вже перебував західніше від Гуаму, при цьому 9 січня японський розвідувальний літак доповів про присутність у Апрі ескортного авіаносця, двох есмінців та близько двох десятків транспортів.
Надвечір 11 січня 1945-го І-58 почав наближатись до Гуаму та за три години після опівночі запустив усі свої кайтени, причому апарат, який через проблеми з двигуном стартував останнім, вибухнув невдовзі після запуску. За дві години по тому з І-58 спостерігали два стовпи диму, проте фактично досягнути якихось успіхів не вдалось.
22 січня 1945-го човен повернувся на базу.

## Другий похід
1 березня 1945-го I-58 вирушив в море із завданням діяти проти ворожого з'єднання, яке вже майже два тижні атакувало острів Іводзіма.
7 березня 1945-го надійшов наказ про скасування операції, а за дві доби човен перенацілили для участі у нападі на атол Уліті (західні Каролінські острови), в лагуні якого союзники створили велику якірну стоянку. І-58 на максимальній швидкості попрямував до острова Окіноторісіма (сім сотень кілометрів на південний захід від Іводзіми), куди прибув 11 березня та виконав функцію радіомаяка для групи бомбардувальників-камікадзе, що безпосередньо здійснили удар по Уліті.
16 березня 1945-го човен повернувся на базу.

## Третій похід
1 квітня 1945-го I-58 вирушив у море із завданням атакувати ворожий флот, який за кілька діб до того почав атаку на острів Окінава.
Під час походу човен багаторазово зустрічав ворожі літаки та був вимушений екстрено занурюватись, а в один з моментів навіть був вимушений відійти в напрямку острова Кюсю, щоб мати можливість підзарядити батареї. Враховуючи активні дії протичовнових сил союзників, 14 квітня 1945-го І-58 перенацілили для дій між Окінавою та Гуамом, а 21 квітня взагалі відкликали до метрополії.
На зворотному шляху човен, безрезультатно атакований глибинними бомбами з ворожих кораблів, 29 квітня повернувся на базу.
У травні 1945-го І-58 став на ремонт у Куре, під час якого також демонтували катапульту та ангар для літаків, що надало можливість збільшити кількість кайтенів до шести.

## Четвертий похід
18 липня 1945-го I-53 вирушив з бази з наказом діяти в районі на схід від Філіппінських островів. Хоча за кілька діб розвідувальна служба союзників перехопила та розшифрувала дані щодо складу залучених до операції сил (всього до Філіппінського моря вирушили шість човнів) та визначені їм райони дій, проте ця інформація не отримала належного поширення.
27 липня 1945-го І-58 зайняв позицію на маршруті острів Гуам — затока Лейте. Наступної доби човен запустив два кайтени по вантажному судну, яке рухалось під охороною військового корабля. З судна послідовно помітили перископи обох кайтенів, відкрили по них вогонь та перейшли до активного маневрування, так що японська атака виявилась безуспішною.
29 липня 1945-го з Гуаму вийшов важкий крейсер USS Indianapolis, який за три доби до того доставив на сусідній острів Тініан ядерні бомби. Крейсер не мав гідролокаційного обладнання і при цьому не отримав ескорту. Незадовго до завершення доби І-58 сплив на поверхню, де виявив великий корабель. Останній на той час перестав використовувати протичовновий зигзаг (капітан крейсера прийняв таке рішення через погану погоду) та рухався просто до японської субмарини. І-58 зманеврував, зайняв положення для атаки і з дистанції в 1,5 км дав залп шістьома торпедами. Три з них влучили в ціль і через годину (вже настало 30 липня) USS Indianapolis перевернувся й затонув.
9 серпня 1945-го за п'ять сотень кілометрів на північний схід від північного завершення острова Лусон І-58 зустрів загін ескортного авіаносця USS Salamaua, що здійснював протичовнове патрулювання. При цьому на японському кораблі прийняли виявлені кораблі за конвой транспортів і вирішили атакувати. З чотирьох кайтенів вдалось запустити два, які спробували атакувати один з ескортних есмінців, проте були вчасно виявлені і знищені. Водночас самій І-58 вдалось уникнути виявлення, хоча в пошуках ворожої субмарини взяли участь чотири ескортні есмінці.
12 серпня 1945-го за шість з половиною сотень кілометрів на південний схід від Окінави І-58 зустрів десантний корабель-док, який прямував з цього острова на Філіппіни під охороною ескортного есмінця. Човен розпочав атаку «кайтенами», проте перископ першого з них вчасно помітили з десантного доку, після чого корабель ескорту таранив ворожий апарат та завдав пошкоджень, які невдовзі призвели до загибелі «кайтену». Менш ніж за пів години з самого ескортного есмінця помітили перископ та знищили другий «кайтен» за допомогою глибинних бомб.
17 серпня 1945-го І-58 повернувся до метрополії. На той момент Японія вже капітулювала, після чого у вересні човен перейшов під контроль союзників. 1 квітня 1946-го І-58 був затоплений у Східнокитайському морі.